# Maison de l'administration présidentielle (Ukraine)
La maison de l'administration présidentielle est un édifice situé dans le quartier historique de Lypky de la capitale ukrainienne, Kiev. Le bâtiment est utilisé pour des cérémonies officielles et diplomatiques du président depuis 1991.
C'était auparavant le siège de l'administration militaire de Kiev.

## Histoire

### Administration
| Direction de l'office présidentiel |       |               |                                |                               |
| #                                  | Image | Directeur     | Années                         | président en exercice Ukraine |
| 14e                                |       | Andryi Bohdan | 21 mai 2019 – 11 février 2020, | Volodymyr Zelensky            |
| 15e                                |       | Andriy Yermak | 11 février 2020 -              | Volodymyr Zelensky            |

### Architecture
Il est basé sur un dessin d'Oleksandr Chile des années 1870, il est alors considéré comme une référence architecturale et fut repris pour d'autres bâtiments officiels. Repris entre 1936 et 1939 par l'architecte Serhiy Grigoriev et Boris Jéjérine dans un style baroque ukrainien. Il possède un fronton haut et des colonnes de style corinthien.

Détails de la façade
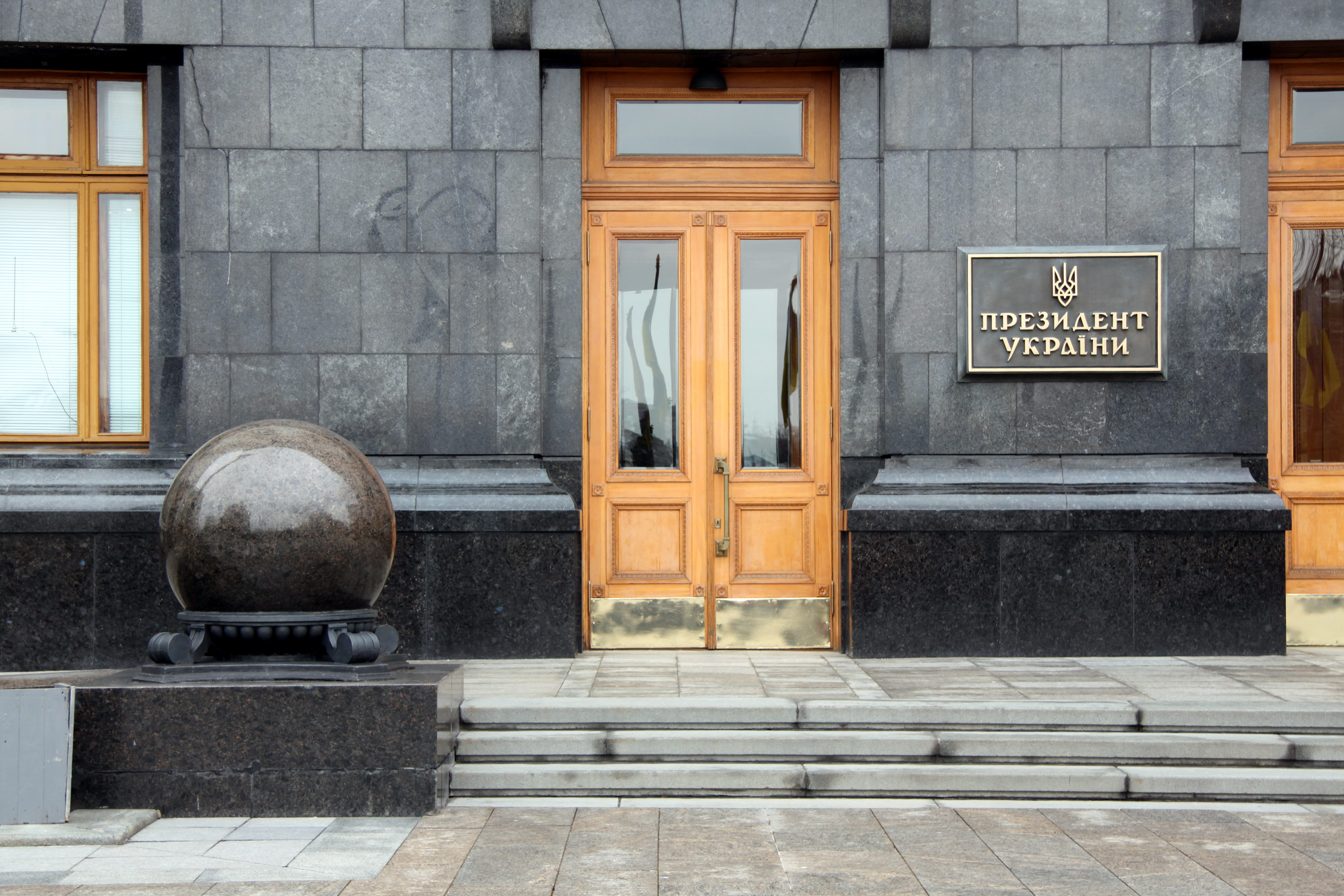
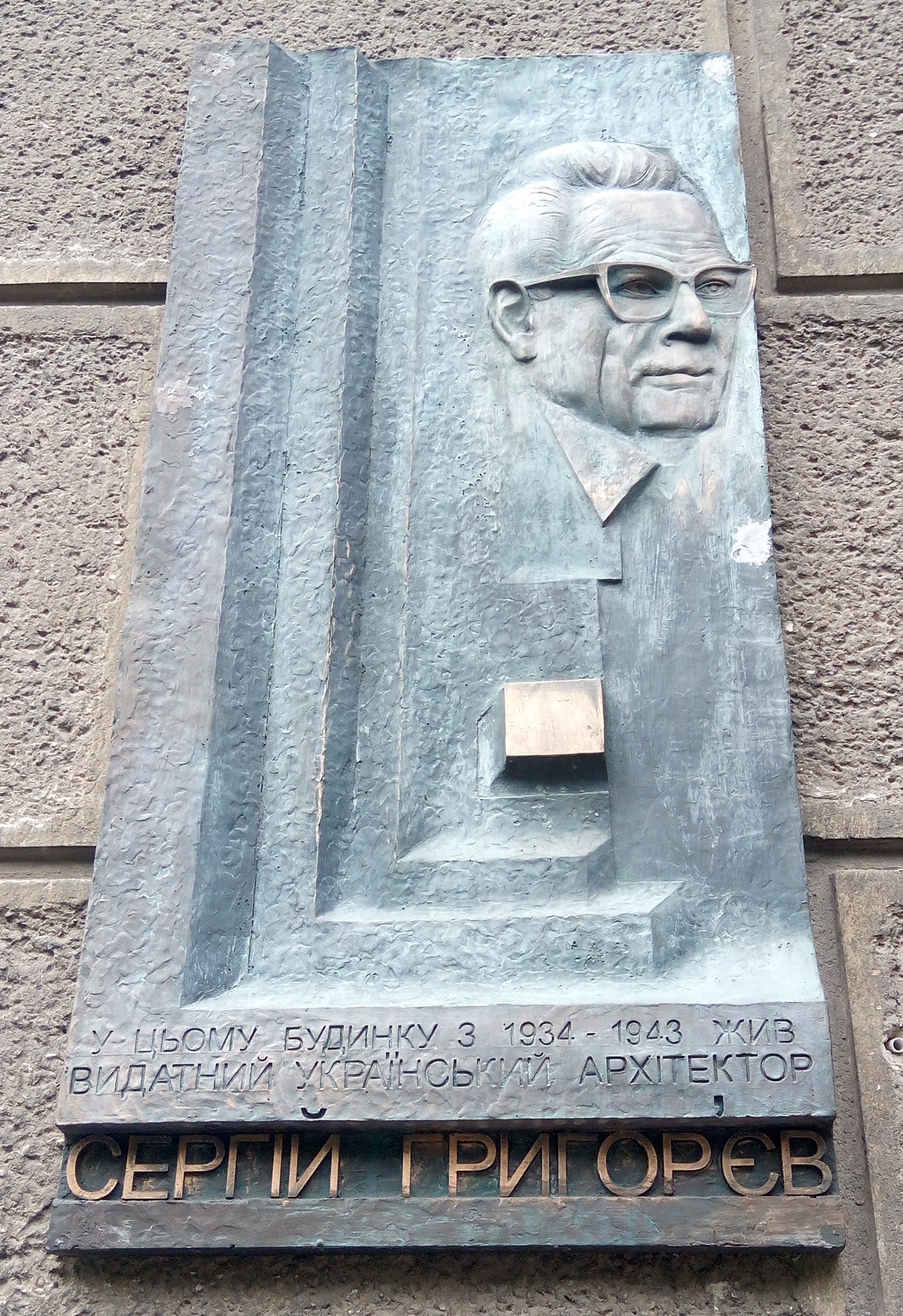
L'architecte Serhyi Grohoriev.
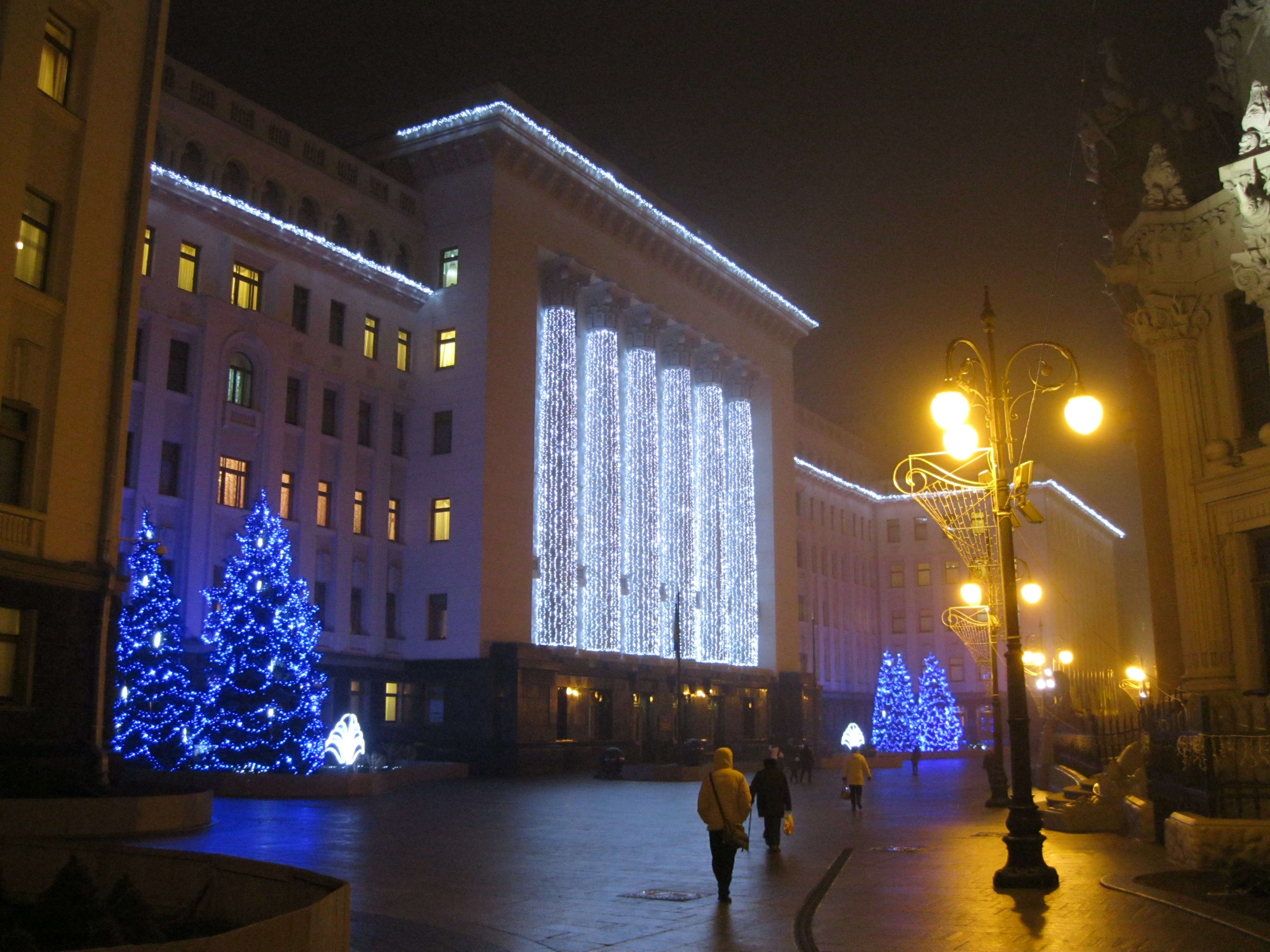
Nuitamment en 2011.

### Disposition intérieure
La maison est inscrite au Registre national des monuments d'Ukraine

### Lieu symbolique

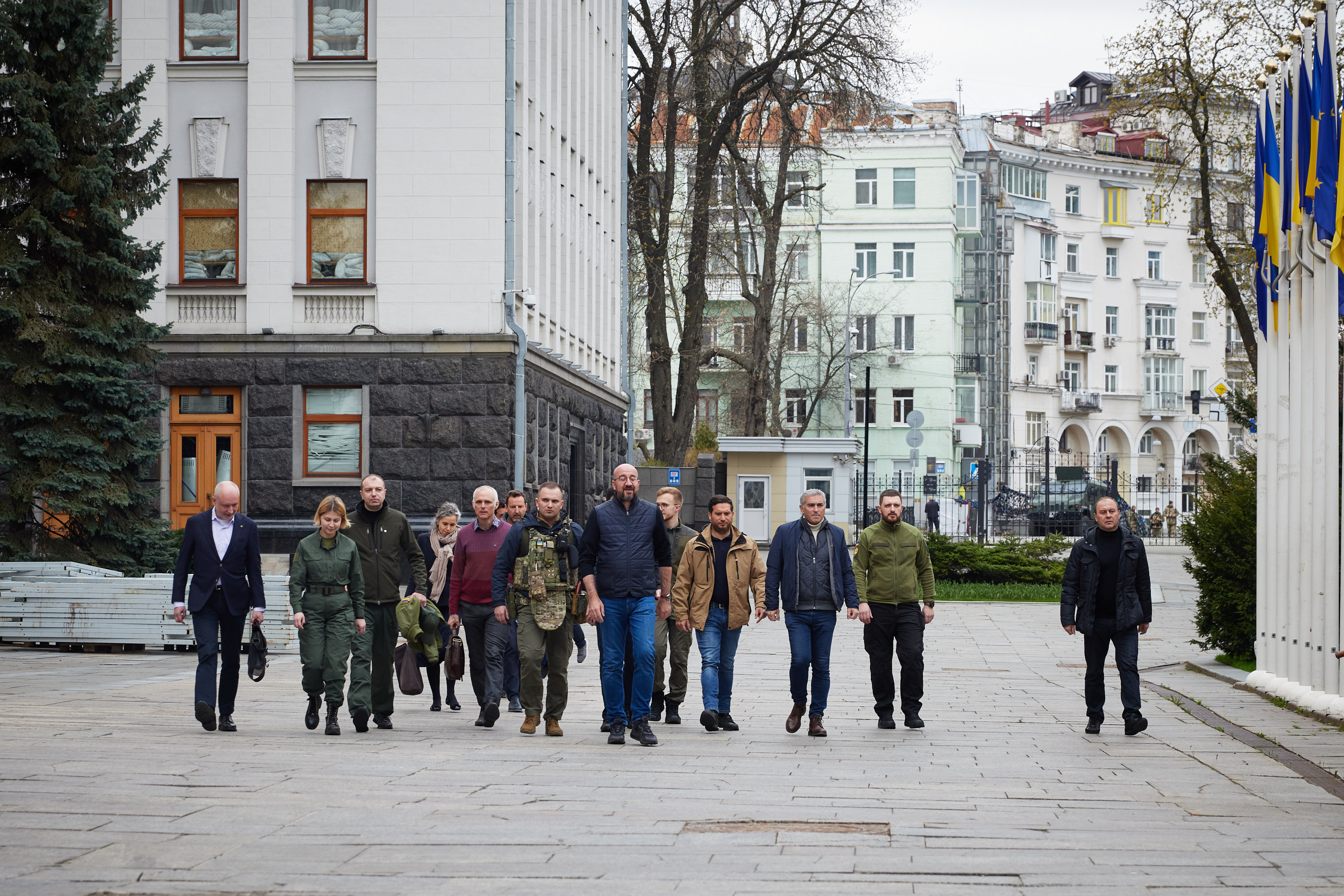
En avril 2022 Charles Michel et Olha Stefanichyna.
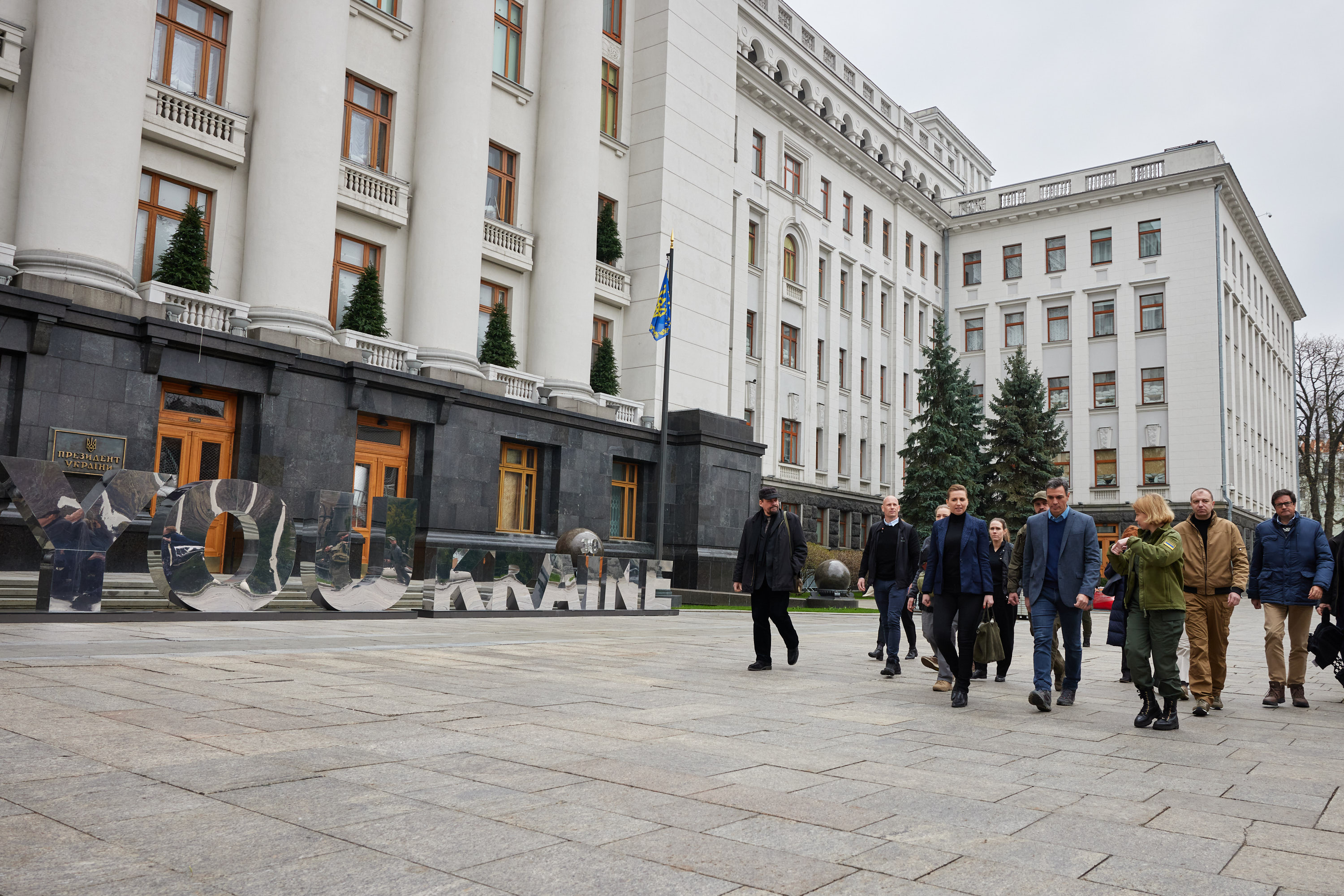
Mette Frederiksen et Pedro Sanchez.
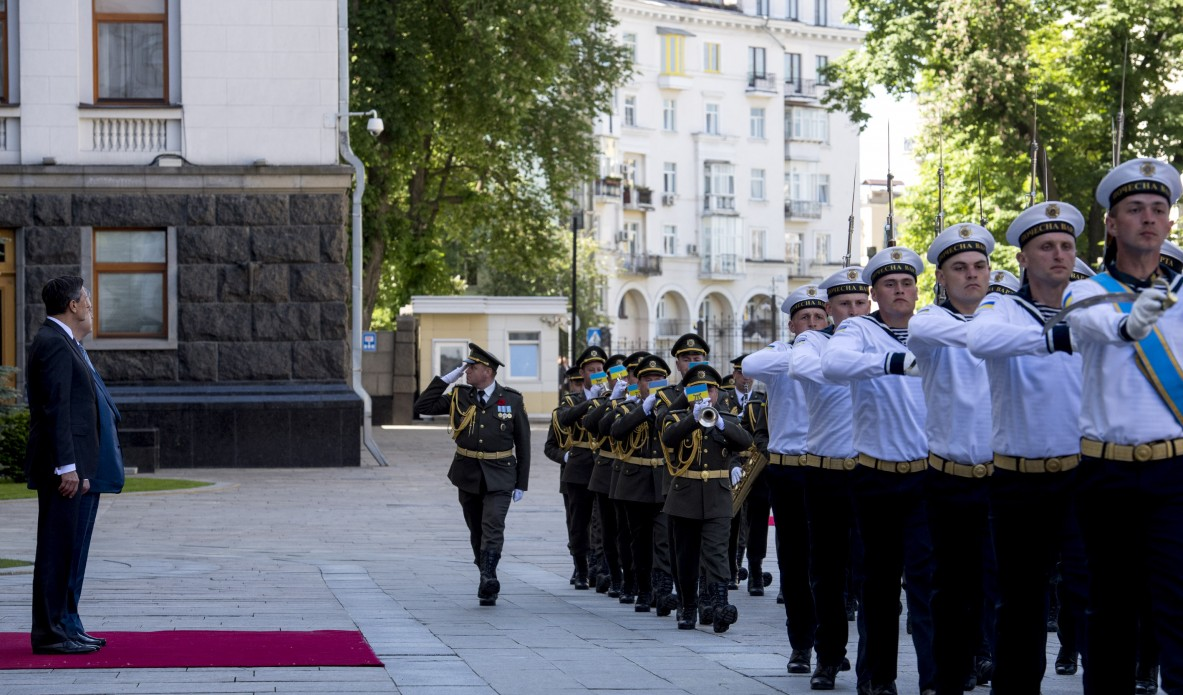
En 2018.
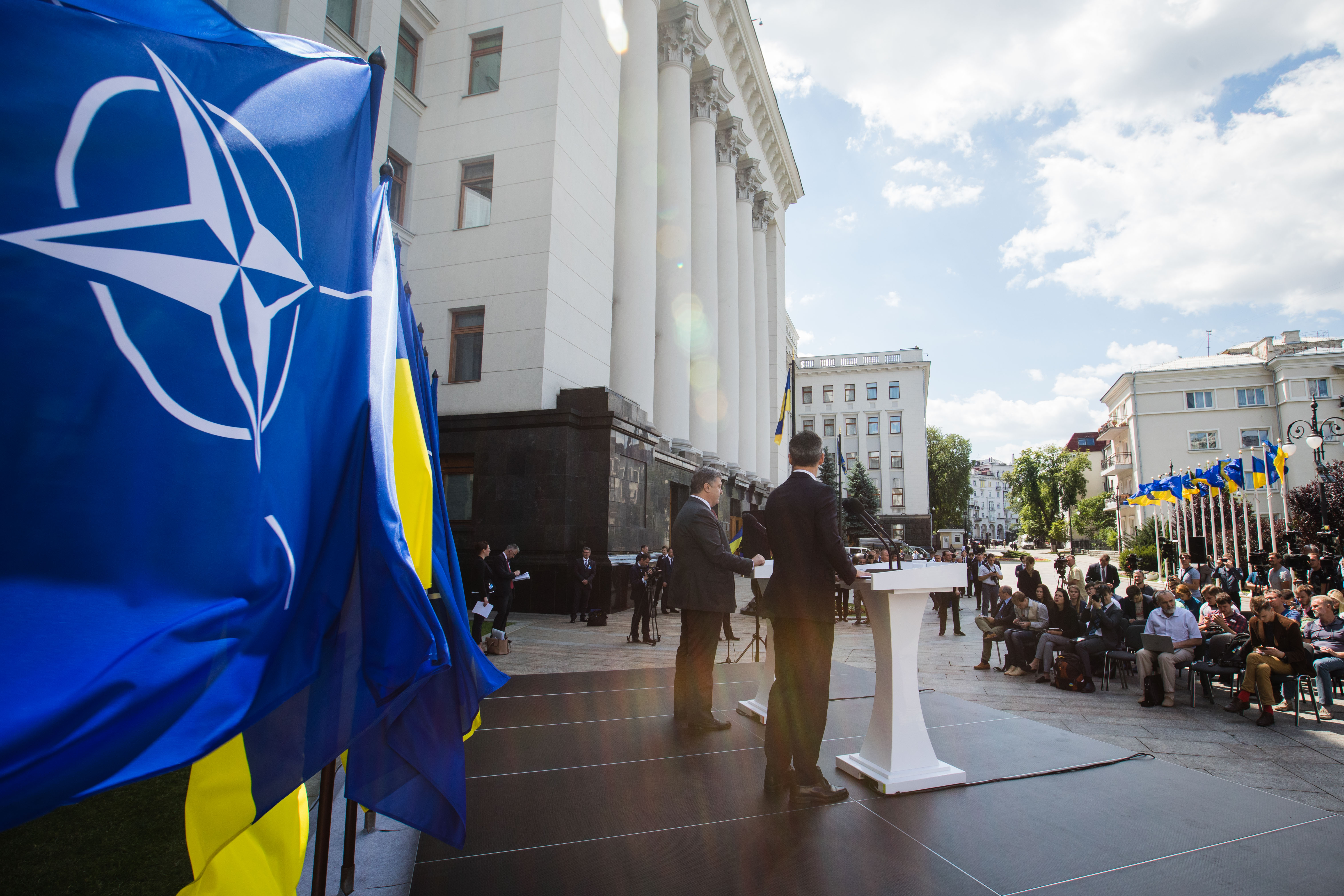
Petro Porochenko en juillet 2017.